# Міранда Ламберт
Міра́нда Ла́мберт (англ. Miranda Lambert) (нар. 10 листопада 1983, Лонгв'ю, Техас, США) — американська кантрі авторка-виконавиця. Стала відомою як фіналістка конкурсу «Nashville Star» 2003 року, у якому зайняла третє місце — і згодом підписала контракт із «Epic Records». Відзначена премією «греммі».

## Життєпис
Міранда Ламберт народилася 10 листопада 1983 року в Лонгв'ю, штат Техас (США), виросла у Ліндейл (Техас).
У 2011 році увійшла до складу тріо Pistol Annies.

## Дискографія

### Альбоми
- Miranda Lambert (2001)
- Kerosene (2005)
- Crazy Ex-Girlfriend (2007)
- Revolution (2009)
- Four the Record (2011)
- Platinum (2014)
- The Weight of These Wings (2016)
- Wildcard (2019)
- The Marfa Tapes (2021)